# Casa Antònia Serra i Mas
La casa Antònia Serra i Mas és un edifici situat a la cantonada dels carrers de Pere IV i de Pallars del Poblenou de Barcelona, catalogat com a bé amb elements d'interès (categoria C).

## Història
Va ser projectat el 1926 per l'arquitecte Ramon Puig i Gairalt per encàrrec d'Antònia Serra i Mas, propietària del terreny.
La façana va ser reformada entre 2013 i 2014, i el cost de l'operació va ser de 250.000 €, assumits en part per l'Ajuntament. Als baixos es troba la històrica Ferreteria Bonet, que opera des del 1952.

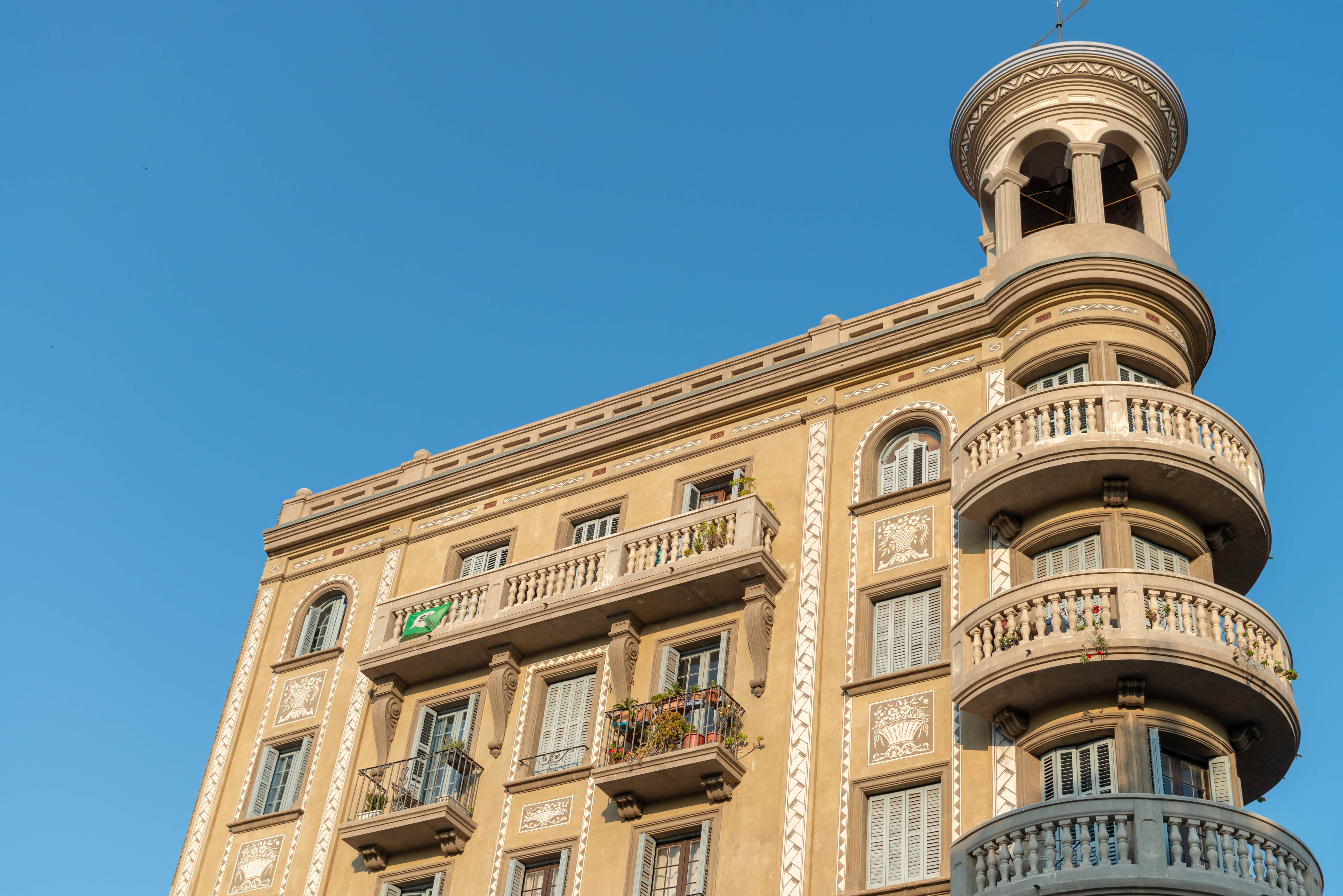
Detall de la façana nord-oest (2018)

## Descripció
De planta triangular, consta de planta baixa i cinc pisos. El xamfrà és arrodonit pels extrems, que s'emfasitza mitjançant les balconades corbades de balustres, i el templet amb cupulí del coronament. A la resta, els balcons de balustres es combinen amb d'altres de brèndoles de ferro, i també per l'alternança d'obertures de llinda i d'arc de mig punt.
La planta baixa és feta amb pedra de Montjuïc i la resta de parament té esgrafiats, que tant emmarquen obertures com recorren l'edifici de dalt a baix, omplint verticalment amb plafons de flors els panys de paret situats entre les finestres. Aquest joc ornamental afilia l'edifici a l'estètica noucentista.
Amb el pas dels anys, s'ha convertit en una icona del barri i rep l'apel·latiu de «Flatiron del Poblenou», per la forma semblant a l'edifici novaiorquès.